# ルドウィグ・スコッティ
ルドウィグ・デランガダゲ・スコッティ（Ludwig Derangadage Scotty、1948年6月20日 - ）は、ナウルの政治家、第24・26代大統領。

## 人物
ナウル北部のアナバー地区に生まれ、フィジーの南太平洋大学では法律学を専攻した。1983年3月15日の選挙で、アナバー地区からナウル議会に初当選を果たす。国会議員の在任期間中は、ナウル銀行の総裁やアワー航空の取締役等も務めた。
1990年代後半から2000年までの間は、ナウル議会の議長を務め、2003年5月29日には、議会における10対7の多数決によって、大統領に選任された。
2003年8月8日に不信任案の可決によって辞任に追い込まれ、ルネ・ハリスによって代理を務められた。しかし、議会のハリス大統領派のメンバーが離脱したため、2004年6月22日にスコッティは大統領に返り咲き、同年10月の選挙で議会に再選された。
スコッティ派は、2007年8月25日の選挙において、地滑り的勝利を収め、3日後の8月28日には、議会の18人の議員のうちの14人の支持を得て、対立候補だったマーカス・スティーブンを破り、大統領に再選された。
しかし、同年12月19日に議会は10対7の多数決によって不信任案を可決し、スコッティは辞任に追い込まれた。